# Acacia triacantha
Acacia triacantha é uma espécie de leguminosa do gênero Acacia, pertencente à família Fabaceae.